# 알라핀 오프닝
알라핀 오프닝은 다음과 같은 수로 시작하는 흔치 않은 체스 오프닝이다.
1. e4 e5
2. Ne2
이 오프닝은 러시아계 리투아니아인 플레이어이자 오프닝 분석가인 세묜 알라핀 (1856~1923)의 이름을 따서 명명되었다.
이 오프닝은 거의 사용되지 않지만, 야콥센–류보예비치 경기 (1970년 흐로닝언)와 하르토흐–릭테린크 경기 (1976년 암스테르담)에서 나왔다.

## 설명
알라핀 오프닝은 특이하지만 백에게는 완벽하게 플레이 가능하다. 주로 루이 로페즈와 같은 고도로 이론적인 라인을 피하거나 상대를 놀라게 하기 위해 사용된다. 백은 곧 f2–f4를 두려고 한다. 백이 g3, Nbc3, d3, Bg2 라인으로 플레이하려고 하면 스미슬로프 포지션(스미슬로프–보트빈니크, 1958)과 유사점이 있다.
하지만 알라핀 오프닝은 백에게 몇 가지 문제도 야기한다. 첫째, 백의 밝은 칸 비숍과 퀸의 전개가 막히고, 나이트를 한 번 더 움직이거나 폰을 한 번 더 움직여야 하는데, 둘 다 기물을 빠르게 전개해야 한다는 오프닝 원칙에 어긋난다. 둘째, e2 칸의 나이트는 유연하지만 흑의 중앙을 통제하지 못하며, 더 유용하게 만들기 위해 다시 움직여야 한다.
이 오프닝에서 흑이 균형을 잡는 것은 비교적 쉽다. 예를 들어, 2...Nf6와 2...Nc6 모두 균형을 잡지만, 흑은 최종적인 f2–f4에 깜짝 놀라지 않도록 조심해야 한다.

## 같이 보기
- 체스 오프닝 목록
- 사람의 이름을 딴 체스 오프닝 목록